# 堅韌力
堅韌力（日語：ドゥレッツァ），是日本現役純種競賽馬匹。目前主要勝場爲2023年菊花賞。

## 出賽前
2020年4月24日出生於北海道安平町北部牧場，成長途中於一口馬主俱樂部Carrot Farm Co. Ltd.進行馬主募集。
其後交由美浦訓練中心練馬師尾關知人訓練。

## 競賽生涯

### 2歲
2022年9月19日出戰中山競馬場2歲新馬戰，比賽初段保持於中團靠後位置推進，雖然進入直路後嘗試提速衝出，但仍然被前方的Nebuleuse及Pax Ottomanica以第三完賽。
其後出戰2歲未勝利戰，本次比賽採用先行戰術下保持優秀的節奏，進入直路後隨即衝出以絕佳的狀態加速，最終成功壓制一同衝出的里見騰輝下以頸位優勢取得首勝。

### 3歲
2023年年初原定以非洲堇錦標作爲起動戰，但受到馬蹄不適的影響下而避戰。
4月2日出戰一捷馬戰山吹賞，於其中力壓其他馬匹掄元，其後亦於兩捷馬戰香港賽馬會盃及三捷馬戰日本海錦標中維持優勢表現，最終怒斬三連勝下得以晉級公開組。
10月22日於未出戰任何前哨戰的情況下直走菊花賞，但於賽前仍然僅次於皋月賞冠軍初日高升、東京優駿（日本打吡）冠軍鍵琴高奏及神戶新聞盃冠軍里見騰輝取得第四人氣。比賽開始後，選擇和以往一同的方式推進，於第17檔最外檔位置逐步內閃並進佔領放的位置，亦於比賽初段維持此節奏帶領馬群前進。進入第二圈對面直路後，騎師李慕華稍爲收緊繮繩控制其步速墮後，將其保持於能量晶石及Pax Ottomanica身後的第三位置以等待時機。進入直路後，其隨即重新進入加速狀態並於內欄位置衝出，不斷衝刺下成功取得領先，其後面對中檔鍵琴高奏的追擊亦可以繼續拉開對手，最終拋離3 1/2馬位取得首個一級賽冠軍。憑借此次勝利，其成爲繼1990年目白麥昆以來時隔33年初次挑戰分級賽就勝出菊花賞的賽駒，亦爲繼24年前成田路以來再一匹於菊花賞中同時力壓皋月賞馬及打吡馬奪冠的賽駒。

### 4歲
休養過後於2024年以金鯱賞作為首戰，賽前獲得第一人氣。比賽開始後，選擇於內欄靠後位置等待時機，並一直保持於較慢的節奏。進入直路後，其繼續處於被包圍的狀態未能衝出，雖然稍後騎師李慕華姿勢其抽出外檔望空衝刺，但最終仍然無法超越一早取得領先的先見以第二落敗。
其後以春季天皇賞作為目標，因此次夥拍的騎師李慕華於遠征杜拜時墮馬受傷，因而改由戶崎圭太策騎。比賽開始後，其搶佔先頭的位置並維持穩定步速，於比賽途中一直維持於約莫第三、四左右。然而進入直路後，其未能展現出明顯的加速，最終失速之下以第十五大敗。
賽後，其被檢查出有輕微發燒的行為，並確認右腳第一趾節出現剝離性骨折，因而雖然進入休養。
休養過後於8月選擇遠征英國，以約克馬場的英國國際錦標作為目標。比賽開始後，其選擇保持於外疊靠前的位置推進，維持一個較為穩定的確速度，並在過彎時候接受騎師李慕華的姿態逐步上前。進入直路後，其嘗試於中檔位置堅守位置，雖然逐步力弱之下未能太大程度加速，但仍然可以保住一席第五，為所有負磅61公斤賽駒中最先衝線的一匹。
回國後以日本盃作為目標，比賽初段由所處的第10檔逐步取位，進佔中團外疊的位置穩步推進。進入對面直路後，騎師布宜學認為步速過慢，因而開始指揮其沿着外檔位置上前並成為領頭馬，其後一直帶領馬群前進。進入直路後，其繼續於先頭位置進行加速以堅守位置，雖然最終被外檔衝刺的勝局在望超越，但仍然可以抵擋內欄的真命新帝之進擊，和對方一同跑獲平頭亞軍。

### 5歲
2025年首戰為遠征阿聯酋的杜拜司馬經典賽，本次比賽其繼續選擇前置戰術，保持在約莫第二、三左右的位置推進。進入直路後，其嘗試展開加速透出，雖然成功超越前方的桀驁之戀及真命新帝，但被野田分位及格倫島追上下以第三落敗。
返回日本後選擇以寶塚紀念作為目標，比賽初段順利從所在的2檔進佔先頭位置，一直守在內欄以遮擋狀態推進。進入直路後，其嚮應騎師橫山武史指揮向前加速，但反應平平下始終未能突圍，最終僅跑獲第九的戰績。

### 詳細賽績
| 日期       | 舉辦國家 | 馬場 | 距離   | 級別 | 賽事名稱       | 負重 | 騎師     | 馬號 | 出馬 | 名次 | 時間     | 頭馬（二馬）        |
| ---------- | -------- | ---- | ------ | ---- | -------------- | ---- | -------- | ---- | ---- | ---- | -------- | ------------------- |
| 19/9/2022  | 日本     | 中山 | 草2000 |      | 2歲新馬        | 54   | 李慕華   | 9    | 10   | 3    | 2:04.2   | Nebuleuse           |
| 12/11/2022 | 日本     | 東京 | 草2000 |      | 2歲未勝        | 55   | 李慕華   | 10   | 11   | 1    | 2:00.9   | （里見騰輝）        |
| 2/4/2023   | 日本     | 中山 | 草2200 |      | 山吹賞         | 56   | 橫山武史 | 5    | 6    | 1    | 2:16.3   | （From Now On）     |
| 4/6/2023   | 日本     | 東京 | 草2000 |      | 香港賽馬會盃   | 55   | 李慕華   | 9    | 9    | 1    | 1:59.2   | （General Carrera） |
| 19/8/2023  | 日本     | 新潟 | 草2200 |      | 日本海錦標     | 55   | 戶崎圭太 | 4    | 13   | 1    | 2:11.4   | （Red Radiance）    |
| 22/10/2023 | 日本     | 京都 | 草3000 | GI   | 菊花賞         | 57   | 李慕華   | 17   | 17   | 1    | 3:03.1   | （鍵琴高奏）        |
| 10/3/2024  | 日本     | 中京 | 草2000 | GII  | 金鯱賞         | 59   | 李慕華   | 3    | 13   | 2    | 1:58.4   | 先見                |
| 28/4/2024  | 日本     | 京都 | 草3200 | GI   | 春季天皇賞     | 58   | 戶崎圭太 | 12   | 17   | 15   | 3:19.8   | 帝王級              |
| 21/8/2024  | 英國     | 約克 | 草2050 | GI   | 英國國際錦標   | 61   | 李慕華   | 3    | 12   | 5    | 2:06.08  | 名戰古城            |
| 24/11/2024 | 日本     | 東京 | 草2400 | GI   | 日本盃         | 58   | 布宜學   | 10   | 14   | 2    | 2:25.5   | 勝局在望            |
| 6/4/2025   | 阿聯酋   | 美丹 | 草2410 | GI   | 杜拜司馬經典賽 | 57   | 蘇銘倫   | 2    | 9    | 3    | 記錄缺失 | 野田分位            |
| 15/6/2025  | 日本     | 阪神 | 草2200 | GI   | 寶塚紀念       | 58   | 橫山武史 | 2    | 17   | 9    | 2:12.4   | 名將田原            |

## 血統簡介
父系大鳴大放爲日本賽駒，生涯戰績優秀，曾勝出皋月賞及東京優駿（日本打吡），退役後配種成績亦極爲優秀。祖父夏威夷王爲日本賽駒，生涯戰績極爲優秀，僅得一戰未能獲勝，曾勝出一級賽NHK一哩賽及東京優駿（日本打吡），爲日本史上首匹贏得變則二冠的賽駒。
母系肅然起敬爲澳洲賽駒，生涯戰績優秀，曾勝出新西蘭橡樹大賽。外祖父超妥當爲美國賽駒，曾勝出一級賽帝皇主教錦標。

### 血統表
| 父線：金滿寶系（淘金者系）                         |                              |               |               |
| 種馬 大鳴大放 2012年（棗色）                       | 夏威夷王 2001年（棗色）      | 金滿寶        | 淘金者        |
| 種馬 大鳴大放 2012年（棗色）                       | 夏威夷王 2001年（棗色）      | 金滿寶        | Miesque       |
| 種馬 大鳴大放 2012年（棗色）                       | 夏威夷王 2001年（棗色）      | Manfath       | 最後大官      |
| 種馬 大鳴大放 2012年（棗色）                       | 夏威夷王 2001年（棗色）      | Manfath       | Pilot Bird    |
| 種馬 大鳴大放 2012年（棗色）                       | Admire Groove 2000年（棗色） | 週日寧靜      | Halo          |
| 種馬 大鳴大放 2012年（棗色）                       | Admire Groove 2000年（棗色） | 週日寧靜      | Wishing Well  |
| 種馬 大鳴大放 2012年（棗色）                       | Admire Groove 2000年（棗色） | 氣槽          | 東來兵        |
| 種馬 大鳴大放 2012年（棗色）                       | Admire Groove 2000年（棗色） | 氣槽          | Dyna Carle    |
| 繁殖雌馬 肅然起敬 2009年（棗色）                   | 超妥當 1997年（深棗色）      | Southern Halo | Halo          |
| 繁殖雌馬 肅然起敬 2009年（棗色）                   | 超妥當 1997年（深棗色）      | Southern Halo | Northern Sea  |
| 繁殖雌馬 肅然起敬 2009年（棗色）                   | 超妥當 1997年（深棗色）      | Woodmans Girl | 木人          |
| 繁殖雌馬 肅然起敬 2009年（棗色）                   | 超妥當 1997年（深棗色）      | Woodmans Girl | Becky be Good |
| 繁殖雌馬 肅然起敬 2009年（棗色）                   | Danalaga 2000年（棗色）      | 丹山          | 單色          |
| 繁殖雌馬 肅然起敬 2009年（棗色）                   | Danalaga 2000年（棗色）      | 丹山          | Razayana      |
| 繁殖雌馬 肅然起敬 2009年（棗色）                   | Danalaga 2000年（棗色）      | Tamarino      | Caerleon      |
| 繁殖雌馬 肅然起敬 2009年（棗色）                   | Danalaga 2000年（棗色）      | Tamarino      | Fruition      |
| 雌系：Aloe系（號族：2-f）                          |                              |               |               |
| 五代內近親交配：淘金者 4×5、Halo 4×4、北地舞人 5×5 |                              |               |               |

## 命名由來
名字Durezza（ドゥレッツァ）是意大利語，常於音樂中表示堅實的音色，聯想自父系大鳴大放的名字，香港則取其意思，翻譯为「堅韌力」。

## 外部連結
- 堅韌力 netkeiba.com （页面存档备份，存于）
- 血統表 （页面存档备份，存于）